# Weebly
Weebly è un sito che attraverso widget permette agli utenti di creare gratuitamente il proprio sito personale, finanziato da Y Combinator, società di micro-investimenti e creato da David Rusenko, Dan Veltri, e Chris Fanini.
I suoi competitori sono Yola, Lifeyo, Jimdo, Webs, uCoz, Wix.
Dal giugno 2008 ha aggiunto un profilo pro che permette agli utenti di creare pagine protette da password e caricare file senza alcun limite di grandezza, e ricevere servizi d'aiuto addizionali.

## Storia
Weebly è stata fondata nel 2006 a San Francisco, California. La società si propone di aiutare gli utenti non esperti a creare contenuti online in modo semplice e intuitivo.
Weebly permette di produrre pagine personali, blog e di creare siti web per aziende, matrimoni, aule scolastiche, chiese, portfoli artistici, ecc.
Nel 2007 Weebly ha messo insieme una squadra che ha avviato un programma di finanziamento chiamato Y Combinator ed ha cominciato a lavorare a tempo pieno per migliorare il servizio.
Nel 2018 Weebly è stata acquisita da Square, Inc.